# Leptoderris
Leptoderris es un género de plantas con flores  perteneciente a la familia Fabaceae. Comprende 53 especies descritas y de estas, solo 27 aceptadas.

## Taxonomía
El género fue descrito por Stephen Troyte Dunn y publicado en Bulletin of Miscellaneous Information Kew 1910(10): 386. 1910.
Etimología
Leptoderris: nombre genérico  

## Especies aceptadas
A continuación se brinda un listado de las especies del género Leptoderris aceptadas hasta mayo de 2015, ordenadas alfabéticamente. Para cada una se indica el nombre binomial seguido del autor, abreviado según las convenciones y usos.	
- Leptoderris aurantiaca Dunn
- Leptoderris brachyptera (Benth.) Dunn
- Leptoderris claessensii De Wild.
- Leptoderris congolensis (De Wild.) Dunn
- Leptoderris coriacea De Wild.
- Leptoderris cyclocarpa Dunn
- Leptoderris cylindrica De Wild.
- Leptoderris fasciculata (Benth.) Dunn
- Leptoderris gilletii De Wild.
- Leptoderris glabrata (Baker) Dunn
- Leptoderris goetzei (Harms) Dunn
- Leptoderris harmsiana Dunn
- Leptoderris hypargyrea (Harms) Dunn
- Leptoderris klaineana Pierre & De Wild.
- Leptoderris laurentii (De Wild.) De Wild.
- Leptoderris ledermannii Harms
- Leptoderris macrothyrsa (Harms) Dunn
- Leptoderris micrantha Dunn
- Leptoderris miegei Ake Assi & Mangenot
- Leptoderris mildbraedii Harms
- Leptoderris nobilis (Baker) Dunn
- Leptoderris oxytropis Harms
- Leptoderris pycnantha Harms
- Leptoderris reygaertii De Wild.
- Leptoderris tomentella Harms
- Leptoderris trifoliolata Hepper
- Leptoderris velutina Dunn